# Tribalus politus
Tribalus politus är en skalbaggsart som beskrevs av Vienna 1993. Tribalus politus ingår i släktet Tribalus och familjen stumpbaggar. Inga underarter finns listade i Catalogue of Life.